# Territoire de Belfort
Territoire Belfort là một tỉnh của Pháp, thuộc vùng hành chính Bourgogne-Franche-Comté, tỉnh lỵ Belfort và không bao gồm quận lỵ nào.